# Оперативно-тактичне угруповання «Соледар»
Оперативно-тактичне угруповання «Соледар» (ОТУ «Соледар») — колишнє тимчасове об'єднання Сил оборони України. Входило до складу оперативно-стратегічного угруповання військ «Хортиця».

## Історія
ОТУ «Соледар» було створено в рамках оперативно-стратегічного угруповання військ «Хортиця» для оборони Соледару та його околиць.
3 серпня 2022 року українська армія повідомила, що російські війська почали наступ на місто Соледар. Російські війська почали обстріли Соледару, Бахмута та навколишніх сіл на південь і схід від міст. Проросійські ЗМІ стверджували, що відновлений наступ прорвав лінії на сході та південному сході, хоча українські офіційні особи спростовували ці заяви. Пізніше того ж тижня російські та сепаратистські війська частково й повністю взяли під свій контроль гіпсовий завод Knauf на південний схід від центру міста.
У листопаді 2022 року російські війська почали штурм села Яковлівка на північ від Соледара. У ході боїв село було майже повністю знищене, усі атаки були відбиті силами 10-ї ОГШБр.[неавторитетне джерело]
У ніч на 12 січня ЗСУ залишили більшу частину міста. За утримання позицій у Соледарі та завдання ворогу відчутних втрат президент України відзначив 46-ту і 77-му окремі аеромобільні бригади ДШВ.
Станом на 16 січня ЗСУ повністю залишили околиці Соледара — станцію Сіль.
28 червня 2023 року найкращі військовослужбовці ОТУ були нагороджені відзнаками від Головнокомандувача Збройних Сил України, командувача ОК «Схід» та командира ОТУ «Соледар».
14 серпня 2023 року Володимир Зеленський побував в основному командному пункті ОТУ «Соледар» та заслухав доповідь бригадного генерала Артема Богомолова щодо оперативної обстановки та взаємодії бригад у зоні відповідальності ОТУ «Соледар». Президент вручив державні нагороди військовослужбовцям, які відзначилися в боях на Бахмутському напрямку. За особисту мужність і самовіддані дії, виявлені в захисті суверенітету й територіальної цілісності України, воїнів нагороджено орденами Богдана Хмельницького II та III ступенів та орденами «За мужність» II та III ступенів.
24 серпня 2023 року командувач Сухопутних військ Збройних сил України генерал-полковник Олександр Сирський перевірив ситуацію в зоні відповідальності оперативно-тактичних угруповань «Лиман» і «Соледар». Разом із командирами бригад й оперативно-тактичних угруповань він відпрацював актуальні завдання, скоригував терміни і порядок їх виконання.
Станом на лютий 2024 року бої продовжуються в селищах за Соледаром.

## Склад
Станом на серпень 2023 року в зоні відповідальності ОТУ «Соледар» вели бойові дії підрозділи наступних бригад ЗСУ:
- 3-тя окрема штурмова бригада
- 5-та окрема штурмова бригада
- 22-га окрема механізована бригада
- 24-та окрема механізована бригада
- 26-та артилерійська бригада
- 57-ма окрема мотопіхотна бригада
- 92-га окрема штурмова бригада
- 80-та окрема десантно-штурмова бригада

## Командування
- 2023—2024: бригадний генерал Богомолов Артем Євгенович[7][9][10]